# 维拉特科·格洛达诺斯基
维拉特科·格洛达诺斯基（Влатко Грозданоски，1983年1月30日—），是一名北马其顿职业足球运动员，司职边锋。曾效力于北马其顿甲组足球联赛球队瓦尔达。

## 俱乐部生涯
1999年，格洛达诺斯基在马其顿足球甲级联赛球队塞门塔尼卡开始职业足球生涯。2000年3月25日，年仅17岁2个月的格洛达诺斯基首次代表塞门塔尼卡在联赛中亮相。2001/02赛季，他赢得马其顿甲级联赛最佳年轻球员的称号。2002年12月，他离开塞门塔尼卡加盟瓦达，并随队获得2002/03赛季马其顿足球甲级联赛冠军。2003年夏季，他在欧洲冠军联赛资格赛中出场，并在瓦达客场2比1击败莫斯科中央陆军的比赛中打进一球。2004年，格洛达诺斯基首次离开马其顿加盟塞浦路斯足球甲级联赛球队奥莫尼亚，他身披球队7号球衣，随队获得2005年塞浦路斯杯和塞浦路斯超级杯冠军。2006/07赛季，他又以精彩的表现当选赛季塞浦路斯足球甲级联赛最佳外籍年轻球员。2008年1月，格洛达诺斯基和塞尔维亚足球超级联赛球队伏伊伏丁那签约两年。2010年，他回到塞浦路斯，加盟利马索尔，并在3月1日联赛替补登场，首次代表利马索尔亮相。2010年8月12日，格洛达诺斯基和伊朗球队达玛希伊朗人签约一年，合同结束后回到马其顿，加盟拉博特尼基，之后又再次回到瓦达。
2012年2月底，格洛达诺斯基转会加盟中国足球超级联赛球队辽宁宏运。 2012年3月10日，他在2012赛季第一轮联赛首次代表辽宁宏运出场，并在比赛中打进一球，帮助球队3比1击败河南建业。 他在赛季结束后被辽宁宏远提前解约。2013年，维拉特科转投伊朗球队柏斯波利斯。

## 国家队生涯
2001年12月30日，年仅18岁的格洛达诺斯基首次代表马其顿国家足球队出场，对手是阿曼国家队。2002年10月12日，他在2004年欧洲足球锦标赛资格赛对阵土耳其的比赛中打进在国家队的首个进球。

## 荣誉

### 俱乐部
瓦达
- 马其顿足球甲级联赛：2002/03

奥莫尼亚
- 塞浦路斯杯：2004/05
- 塞浦路斯超级杯：2005

### 个人
- 马其顿足球甲级联赛最佳年轻球员：2001/02
- 塞浦路斯足球甲级联赛最佳外籍年轻球员：2006/07